# 仁王山 (ソウル特別市)
仁王山（イナンサン、イヌァンサン、인왕산）は、大韓民国ソウル特別市の、鐘路区と西大門区にまたがる山 で、高さは338.2mである。時代により仁旺山とも表記された。岩山であるために奇岩怪石が威容を競っており、眺望はよい。
鄭敾による山水画である『仁王霽色圖』 (大韓民国指定国宝第216号) で有名である。

## 詩人尹東柱の丘
詩人であった尹東柱を記念して作られた公園である。実際に尹東柱は延禧専門学校（現延世大学校）に在学中に仁王山の付近に住んでいた。公園は紫霞門峠の近くに位置しており、横の青雲公園はソウルの展望スポットの一つである。

## 弼雲台
李氏朝鮮中期の文臣であった李恒福が暮らしていたところで、弼雲は彼の号である。

## ことわざ
- 仁王山の陰が江東八十里を行く

ある一人の人物が確固となり勢力が伸長すれば、その恩恵にあずかる者が多くなるという言葉。仁王山が「首陽山」に置き換わるものもある。
- 仁王山を知らぬ虎がいるか

その方面に属している人たちならば誰でもよく知っている事実を指す言葉。
- 仁王山のチュンホリ[5] のようだ

腹が膨らんだことを比喩的に言う言葉。
- 仁王山の水晶を食べて生きても、相舅の飯を食うものか

どんなに大変で苦労をしていても、姻戚の助けを受けてまで生きたくはないことを言う言葉。

## 逸話・その他
- 李氏朝鮮の高宗の時分に、テグムの名手だった鄭若大は、仁王山に登ってテグムを吹いたが、1曲終えるたびに木履に砂を1粒ずつ入れ、木履が砂で一杯になると帰っていったという。
- 安秉範 - 軍人　日本軍時代は亀村貞信と名乗り、大佐として終戦を迎えた。帰国後は韓国軍軍人となる。 1950年6月25日の朝鮮戦争勃発時、北朝鮮軍の急激な進攻によりソウルから脱出できず、6月29日に仁王山で割腹自殺した。死後、准将に追叙される。

## 伝説
- 高麗時代に契丹の侵入を退けたことで有名な姜邯賛将軍が若かったころに、この地域に判官として赴任したが、仁王山と北漢山に虎が多く、人々が苦しんでいたという。姜邯賛は老僧に化けていた虎の大将を見いだし怒鳴りつけたところ、虎たちは逃げていったという。
- 李氏朝鮮時代に朴泰星という人物は高陽郡の父の墓を訪ねたあとに仕事を始めることにしていた。高陽郡にいくには毋岳ジェを越えなければならないが、虎が1匹出てきて朴泰星を乗せて墓まで連れて行ってくれ、帰りも家まで送ってくれたという。そののちも虎は40年間朴泰星に仕え、朴泰星が死んだときにそばで一緒に死んでいたという。朴泰星の子孫たちは虎を朴泰星の墓のそばに埋めてやり祭祀まで一緒におこなってやったという。墓所は北漢山に位置している。

## 周辺の施設
ソウル社稷壇、鐘路図書館、培花女子大学、景福高等学校、培花女子高等学校、弼雲台、景福宮、黄鶴亭、鐘路保健所、鞍山、北岳山、松石園、など